# Битка при Сабис
Битката при Сабис (на латински: Sabis, Sambre) се състои през 57 пр.н.е. на реката Сабис (днес Самбра в североизточна Франция) по време на завоюването на Галия от Гай Юлий Цезар през неговите галски войни.

## Резултат от битката
Обединените келтски племена на белгите – нервии, атребати и виромандуи общо ок. 30 000 души, водени от вожда на нервиите Бодуогнат (Boduognatus или Boduognatos) са победени от осемте легиона от ок. 42 000 легионери на Цезар. Келтите имат ок. 5 000 души убити и ранени, римляните – ок. 2 500 убити и ранени.
Цезар поставя Комий като крал на атребатите и продължава своя завоювателен поход на североизток.
Цезарските легиони в битката:
- VII
- VIII
- IX Triumphalis
- X Equestris
- XI
- XII Victrix
- XIII
- XIV